# Pagano da Lecco
Pagano da Lecco (zm. 26 grudnia 1277 w Mazzo di Valtellina) – włoski dominikanin i inkwizytor. W swoim zakonie uważany jest za błogosławionego męczennika, ale jego kultu nigdy oficjalnie nie zatwierdzono.

## Życiorys
Pochodził z Lecco w Lombardii i wstąpił do zakonu dominikanów w konwencie w Bergamo. Następnie wiele lat spędził w konwencie w Rimini. Ostatecznie został mianowany inkwizytorem Lombardii i osiadł w konwencie S. Giovanni in Pedemonte w Como. Według tradycji dominikańskiej na urząd ten mianowany został w 1256, czego jednak nie da się zweryfikować. 
W 1277 prowadził dochodzenie przeciw wyznawcom herezji katarskiej w Valtellinie i nakazał aresztowanie jako podejrzanego o herezję miejscowego szlachcica Corrado di Venosta. Stronnicy podejrzanego napadli jednak na inkwizytora i jego świtę, zabijając jego samego oraz dwóch strażników i dwóch notariuszy. Jego zwłoki sprowadzono 31 grudnia 1277 do konwentu S. Giovanni in Pedemonte w Como i tam pochowano.

## Kult
Śmierć Pagano odbiła się dość szerokim echem. Porównywano je z zabójstwem św. Piotra z Werony przez heretyków w 1252. Kapituła generalna zakonu dominikanów obradująca w 1278 ogłosiła Pagano "męczennikiem", a papież Mikołaj III potępił morderców w dwóch dokumentach wystawionych 1 czerwca 1278 i 29 listopada 1279. W późniejszej historiografii zakonnej Pagano da Lecco był uznawany za błogosławionego, jednak Stolica Apostolska nigdy oficjalnie jego kultu nie zatwierdziła.